# Collective-Notebook
Collective-Notebook (CNB) ist als Kreativitätstechnik den Brainwriting-Techniken zuzuordnen. Bei dieser Technik brauchen die Teilnehmer nicht zur gleichen Zeit am selben Ort Ideen zu sammeln. Sie wurde von John Haefele erfunden und von Charles Hutchison Clark eingeführt.

## Vorgehensweise
Jeder Teilnehmer erhält den Auftrag, zu einem Problem über einen nach oben offenen Zeitraum (meist zwei bis vier Wochen) seine Ideen und Gedanken schriftlich festzuhalten. Dazu wird ein Notizblock genutzt, der auf den ersten Seiten eine Beschreibung der Problemstellung enthält. Die Teilnehmer sollten den Notizblock nach Möglichkeit immer bei sich tragen, um auch spontan aufkommende Einfälle festhalten zu können.
Diese Technik ist auch geeignet, zusätzliche Ideen, die häufig durch die Entspannung nach einer Kreativitätssitzung als Geistesblitze entstehen, zu sammeln.
Es sind mindestens zwei Teilnehmer zur Durchführung erforderlich. Die Zeitdauer kann mit ihnen nach Bedarf abgestimmt werden. In vielen Quellen wird ein Zeitraum von 2 bis 4 Wochen empfohlen.

## Phasen der CNB-Methode
- Vorbereitungsphase

1. Problemstellung formulieren
2. Teilnehmer auswählen
3. Notizblöcke vorbereiten

- Durchführungsphase

1. Notizen auf den vorbereiteten Blöcken machen
2. Spontane Eintragungen
3. Tägliche Eintragungen
4. Zusammenfassung und Resümee

- Auswertung

1. Zusammenfassungen abgleichen
2. Notizen durchsehen
3. Basisvorschläge zur Problemlösung erarbeiten
4. Konzepterstellung in gemeinsamer Gruppensitzung

## Vor- und Nachteile

### Vorteile
- Die Teilnehmer beeinflussen sich nicht gegenseitig.
- Es ist nicht erforderlich, dass das Team zusammen an dem Problem arbeitet.
- Die Ideen können dann gesammelt werden, wenn sie entstehen.
- Die Teilnehmer brauchen nicht dieselbe Sprache zu sprechen.
- Auch komplexere Themen können bearbeitet werden.

### Nachteile
- Die Methode dauert sehr lange.

## Variationen
- Elektronisches Brainstorming: Anonymisierung und Parallelisierung von Ideen; überwindet soziale Barrieren in der Gruppe; Vorteile wachsen mit Größe der Gruppe
- Brainwriting (in verschiedenen Formen): Schriftliche Ideensammlung; besser geeignet für stillere Teilnehmer oder Gruppen, in denen mit Spannungen zu rechnen ist
- Brainwalking: Ideensammlung in Bewegung und auf, im Raum verteilten Plakaten mit unterschiedlichen Fragestellungen; besser geeignet für größere Gruppen und erfahrene Teilnehmer
- Im Web wird die Methode oft in anderer Variation beschrieben, bei der das Collective Notebook an einem zentralen Ort ausliegt.